# Wayfaring Stranger
«Wayfaring Stranger» — американская народная песня. Её происхождение достоверно неизвестно: она присутствовала в репертуаре как белого, так и чёрного населения региона Аппалачи, а также тесно ассоциировалась с меландженами. Текст написан от лица странника, исходя из религиозных представлений о жизни как полном трудностей духовном путешествии. Наиболее ранние публикации мелодии музыковеды обнаруживают в источниках первой половины XIX века, а текста — в изданиях середины столетия. Собранные фолклористами устные свидетельства говорят о существовании песни уже в 1780-е годы. Однако в своём современном виде мелодия и текст сошлись воедино лишь в XX веке. Первая коммерческая аудиозапись сделана в 1929 году ансамблем Vaughan’s Texas Quartet. Более широкую популярность песня получила в исполнении Бёрла Айвза, использовавшего в 1941 году её как фирменную тему своего радиошоу.
В 1958 году интерпретация Билла Монро помогла композиции стать частью канона музыки кантри и блюграсса, а в 1980 году Эммилу Харрис обеспечила «Wayfaring Stranger» первое попадание в чарты — сингл вошёл в Топ-10 американского Hot Country Songs и возглавил канадский хит-парад Country 75 Singles. В общей сложности песню исполняли около 100 артистов, среди которых Пит Сигер, Теннесси Эрни Форд, Джоан Баэз, Ева Кессиди, Джонни Кэш, Глен Кэмпбелл, Элисон Краусс, Эд Ширан, Джек Уайт; также она звучала в саундтреках к кинофильмам и телепередачам. На протяжении своей многолетней истории композиция встречалась на аудиозаписях и в печатных изданиях с разными аранжировками, версиями текста, равно как и названиями, среди которых «The Wayfaring Pilgrim», «Poor Wayfaring Stranger», «The Poor Wayfaring Man of Grief», «The Pilgrim’s Song», «I’m Just a-Going Over Home», «Going Over Jordan» и прочие. Песня находится в общественном достоянии.

## Ранние записи (1929—1957)
На протяжении первого полувека истории звукозаписи песня была записана всего один раз: под названием «The Wayfaring Pilgrim» струнным кантри-ансамблем Vaughan’s Texas Quartet из Далласа для лейбла Victor в 1929 году. В январе 1941 года она также вышла под названием «Poor Wayfaring Stranger» на сборнике Two Centuries of American Folk Songs в исполнении профессионального секстета American Ballad Singers (пластинка издана той же компанией Victor). Во второй половине 1930-х годов музыковед Чарльз Сигер (отец Пита Сигера) в период работы техническим помощником в федеральном агентстве Resettlement Administration (RA) познакомился с песней одновременно благодаря книге White Spirituals in the Southern Uplands (1933) Джорджа Паллена Джексона и сотруднику музыкального подразделения RA — Руперту Уэйду Хэмптону. В итоге Сигер включил композицию в коллекцию народных песен, которая хотя и не была официально издана, но в итоге циркулировала по Вашингтону и прочим регионам. Впоследствии он передал аранжировку Хэмптона Алану Ломаксу, а тот в свою очередь отдал её Бёрлу Айвзу, что стало ключевым этапом в распространении песни.
Айвз сделал «Poor Wayfaring Stranger» частью фирменного фолк-ривайвл репертуара своих ранних гастрольных туров и рекорд-сессий. Певец использовал название песни для именования своих альбомов: Okeh Presents the Wayfaring Stranger (1941), а также The Wayfaring Stranger (1944), который вышедшел на лейбле Columbia. Помимо этого, он спел композицию на пластинке The Wayfaring Stranger, записанной им для лейбла Мо Аша (Asch Records) в 1944 году (в 1947 году она была перевыпущена лейблом Stinson). Помимо этого, в 1941 году Айвз назвал в честь песни собственное радиошоу, которое транслировала компания CBS (сама песня в исполнении Айвза стала главной музыкальной темой передачи), а затем и автобиографическую книгу 1948 года. Аналогичным образом важное влияние на распространение песни оказала серия альбомов Пита Сигера American Favorite Ballads, записанная им для лейбла Мо Аша Folkways — первый же релиз из данного цикла, появившийся в 1957 году, содержал сигеровскую версию «Wayfaring Stranger». Годом позже запрос на по-настоящему качественную и эмоционально сильную запись этого «фолк-спиричуэлса» удовлетворил блюграсс-музыкант Билл Монро, представив свою интерпретацию песни.

## Версия Билла Монро (1958)
В 1958 году Билл Монро и его группа The Bluegrass Boys выпустили собственное прочтение «Wayfaring Stranger» на альбоме I Saw The Light. Поскольку песни, распространяемые посредством устной традиции, зачастую имеют разные мелодии от версии к версии, вариант Монро также использует мелодию несколько отличную от той, что стала знакома слушателям в последующие годы. Текст однако по большей части тот же — с характерной эмоциональной силой, но сдержанной атмосферой. Как рассказал однажды сам Монро, эту песню он узнал от фиддлера и мультинструменталиста Чарли Клайна. Основной вокал Монро на записи дополняла гармоническая партия тенора Эда Мэйфилда, партии фиддла в исполнении Кенни Бекера, а сам лидер группы сыграл на привычной для него мандолине.
Интерпретация Монро в итоге помогла композиции стать неотъемлемой частью кантри- и блюграсс-канона. Сам исполнитель очень сильно любил «Wayfaring Stranger», что наглядно проявилась в двух его жестах. Сначала в июле 1994 года он спел эту композицию во время панихиды по фолклористу Ральфу Ринзлеру (содиректору Newport Folk Festival, который в 1963—1965 годах являлся музыкальным менеджером Монро и до конца своих дней продолжал публично ратовать за его музыку) в концертном зале Ryman Auditorium в Нэшвилле. Впоследствии «король блюграсса» пожелал, чтобы песня исполнялась и на панихиде по нему самому, что в конечном счёте и было реализовано Эммилу Харрис (ещё одной страстной поборницей его творчества на протяжении многих лет), в ходе церемонии прощания с Монро, состоявшейся всё в том же зале Ryman Auditorium 11 сентября 1996 года.

## Версия Эммилу Харрис (1980)
В 1980 году версию «Wayfaring Stranger» представила Эммилу Харрис на своём кантри-альбоме Roses in the Snow, записав её при участии Рики Скэггса на бэк-вокале и фиддле, Тони Райса на акустической соло-гитаре и Альберта Ли на мандолине. Для певицы, чья карьера отличалась нестандартным подходом к творчеству, хит в виде пронзительной интерпретации классического спиричуэлса стал крайне несвойственным. Ещё более неожиданным оказался выбор этой песни в качестве первого сингла с новой пластинки. Трек в итоге вошёл в Топ-10 Hot Country Songs. Это стало первым попаданием «Wayfaring Stranger» в чарты, хотя, как отметил редактор Billboard Эд Моррис, на тот момент её на своих альбомах записал уже «практически каждый фолк-артист, способный раздобыть каподастр». Интерпретация Харрис сделана песню широко известной в музыке кантри. Её вариант был во многом инспирирован версией Билла Монро. 11 сентября 1996 года, в соответствии с волей певца, Харрис исполнила эту композицию на панихиде по нему в зале Ryman Auditorium под аккомпанемент Скэггса, Марти Стюарта, Винса Гилла и Стюарта Данкана.
Как отмечает в своём анализе этой версии «Wayfaring Stranger» культуролог Сесилия Тиши, запись начинается с гитары и баса, которые задают темп, имитируя шаги странника. Динамика развития вокальной партии отражает его тяготы — страдальческое, почти через силу исполняемое вибрато, затем прилив энергии, угасание и новый толчок, иллюстрируют, что силы странника на исходе, но ему необходимо двигаться вперёд и нельзя унывать, поскольку путешествие ещё не окончено. В заключительном куплете струнные инструменты (акустические гитары, гитара с жильными струнами, добро и мандолина, равно как и бас), согласно Тиши, передают прелесть надежды, как и бэк-вокал Рики Скэггса. Журнал Billboard в рецензии на сингл Харрис отметил «жутковатое» звучание этого акустического стандарта и выделили его аранжировку с пронизанным «мучительным одиночеством» рефреном, звучащим практически как спиричуэлс. Пение Харрис редакторы охарактеризовали как «светящееся и мерцающее с оттенком боли», отметив глубокую укоренённость её интерпретации «Wayfaring Stranger» в кантри/блюграссе. Газета The Daily Telegraph, включив эту запись в список «„I Will Always Love You“ and 49 other brilliant songs by country music’s best women» (2018) назвала прочтение Харрис «дивным», сочтя его почти идеальным переосмыслением классики, и выделив сочетание «парящего как птица» голоса, гитары с испанскими мотивами и мрачными дискантовыми струнными.
Позиции в чартах

| Чарт (1980)                           | Высшая позиция | Прим.  |
| ------------------------------------- | -------------- | ------ |
| США, Billboard, Hot Country Songs     | 7              | [ 13 ] |
| США, Cash Box, Top 100 Country        | 7              | [ 14 ] |
| США, Record World, Country Singles    | 11             | [ 15 ] |
| США, Radio & Records, Country Airplay | 7              | [ 16 ] |
| Канада, RPM, Country 75 Singles       | 1              | [ 17 ] |
| Канада, RPM, Adult Oriented Playlist  | 10             | [ 18 ] |

| Чарт (1980)                                  | Позиция | Прим.  |
| -------------------------------------------- | ------- | ------ |
| США, Billboard, Top Country Singles          | 47      | [ 19 ] |
| США, Radio & Records, Country '80 Top Eighty | 77      | [ 20 ] |
| Канада, RPM, Top 75 Country Singles          | 13      | [ 21 ] |

Награды
Награда компании ASCAP авторам наиболее ротируемых кантри-песен года (поскольку композиция народная, награждён аранжировщик).
| Год  | Категория                    | Номинант     | Итог   | Прим.  |
| ---- | ---------------------------- | ------------ | ------ | ------ |
| 1980 | Most Performed Country Songs | Брайан Ахерн | Победа | [ 22 ] |

## Прочие версии
Всего «Wayfaring Stranger» записывали около 100 артистов. Среди тех, кто исполнял песню на альбомах, концертах, в телепередачах либо кинофильмах:
- Теннесси Эрни Форд — в эфире своей телепрограммы The Ford Show (1961)
- Дасти Спрингфилд — в эпизоде её собственного телешоу (1966)
- Тим Бакли — на посмертном сборнике Works In Progress (1999). Записана в 1968 году
- Джоан Баэз — на альбоме David’s Album (1969), посвятив её своему тогдашнему мужу Дэвиду Харрису, которому предстояло отправиться в тюрьму за уклонение от военной службы
- Глен Кэмпбелл — в эфире своего телешоу Goodtime Hour (начало 1970-х)
- Элисон Краусс — в ходе выступления на Philadelphia Folk Festival (1987)
- Эва Кэссиди — на посмертном альбоме Eva By Heart (1996)
- 16 Horsepower — на альбоме Secret South (2000), а также в документальной ленте Searching For The Wrong-Eyed Jesus (2003)
- Джонни Кэш — на альбоме American III: Solitary Man (2000)
- Натали Мерчант — на альбоме The House Carpenter’s Daughter (2003)
- Джек Уайт — для саундрека к фильму «Холодная гора» (2003)
- Нико Кейс — на альбоме The Tigers Have Spoken (2004)
- The Pine Hill Haints исполнили концертную рок-н-ролльную версию (2007)
- Кристин Херш — на сингле In Shock (2007)
- Сэм Буш, Бобби Хикс и Эллисон Браун исполнили восьмиминутную инструментальную версию в Barton Hall Гарвардского Университета (2010)
- Эд Ширан — на своем YouTube-канале, использовав лупы собственного голоса в качестве аккомпанемента. Версия стала YouTube-феноменом с более чем 10 миллионами просмотров и породила многочисленных подражателей (2011)
- The Broken Circle Breakdown Bluegrass Band — в фильме «Разомкнутый круг» (2012)
- Тифт Меррит — на альбоме Night (2013)

## Текст
Текст песни по версии Маршалла Тейлора, опубликованный в сборнике песен A Collection Revival Hymns and Plantation Melodies (1883) под названием «I’m Just a-Going Over Home»:
1. I am a poor wayfaring stranger,
While journeying thro' this world of woe;
Yet there’s no sickness, toil, or danger,
In that bright world to which I go.
I’m going there to see my father,
I’m going there no more to roam;
I’m just a-going over Jordan,
I’m just a-going over home.
2. I know dark clouds will gather round me,
I know my way is rough and steep;
Yet brighter fields lie just before me,
Where God’s redeemed their vigils keep.
I’m going there to see my mother
She said she’d meet me when I come;
I’m just a-going over Jordan,
I’m just a-going over home.
3. I feel my sins are all forgiven,
My hopes are placed on things above;
I’m going o’er to yon bright heaven,
Where all is joy and peace and love.
I’m going there to see my children
I know they’re near my Father’s throne;
I’m just a-going over Jordan,
I’m just a-going over home.
4. I want to wear a crown of glory,
When I get home to that good land;
I want to sing salvation’s story,
In concert with the blood-washed band.
I’m going there to see my classmates,
Who 've gone before me one by one;
I’m just a-going over Jordan,
I 'm just a-going over home.
5. I’ll soon be free from every trial,
My body will sleep in the old church-yard;
I’ll drop the cross of self-denial,
And enter on my great reward.
I’m going there to see my Savior,
To sing his praise in heaven’s dome;
I’m just a-going over Jordan,
I’m just a-going over home.